# Frații Russo
Anthony Russo (născut februarie 1970) și Joseph Russo (născut iulie 1971), împreună cunoscuți sub numele de frații Russo, sunt regizori de filme și televiziune americană. Frații regizează majoritatea muncii lor împreună, și, de asemenea, lucrează ocazional în calitate de producători, scenariști, actori și editori. Frații au regizat filmele cu supereroi Căpitanul America: Războinicul Iernii (2014), Căpitanul America: Război Civil (2016) și Răzbunătorii: Războiul Infinitului (2018), și vor regiza, de asemenea, continuarea acesteia, intitulată Razbunatorii:Sfârșitul Jocului (2019), toate cele patru parte din Universul Cinematic Marvel. Ei sunt, de asemenea, cunoscuți pentru munca lor pe serialul de comedie Arrested Development, pentru care au câștigat un Premiu Emmy, și Community⁠(d).

## Viața și cariera
Anthony și Joe Russo au fost crescuți în Cleveland, Ohio, și au urmat Liceul Benedictin. Părinții lor sunt Patricia si Basil Russo⁠(d), un avocat și fost judecător. Joe a absolvit Universitatea din Iowa⁠(d) și a specializat în limba engleză și scris. Frații Russo au absolvit Case Western Reserve University⁠(d), atunci când au început regie, scriere, și prima lor regie, Pieces.  Ei și-au finanțat filmul cu împrumuturi studențești și carduri de credit. După vizualizarea Pieces la Festivalul de Film Slamdance⁠(d), Steven Soderbergh a abordat duo-ul și s-a oferit să le producă următorul film, împreună cu partenerul de regie George Clooney. Acest proiect a fost Welcome to Collinwood⁠(d), cu William H. Macy, Sam Rockwell, și Clooney.
Executivul rețelei FX, Kevin Reilly⁠(d), i-a angajat pe frații Russo să direcționeze episodul pilot pentru seria Lucky⁠(d), deoarece i-a placut munca perechii la Collinwood. Ron Howard a fost un fan al episodului pilot, și a avut o mână în angajarea frațiilor să direcționeze episodul pilot⁠(d) pentru show-ul Fox Arrested Development. frații au câștigat un Emmy pentru munca lor pe episod.
În 2006, frații Russo s-au întors la filme, direcționând comedia lui Owen Wilson, Doar Tu și Eu. Al Treilea e în plus. Filmul a încasat 130 de milioane de dolari la nivel mondial. Pentru sezonul de televiziune 2007-08, frații Russos s-au alăturat echipei seriei ABC Carpoolers⁠(d) ca producători executivi și regizori. Au fost as producători executivi și regizori pentru primele câteva sezoane ale sitcom-ului NBC Community⁠(d) și seriei ABC Happy ending⁠(d).
În iulie 2013, frații au încheiat producția principală pentru Căpitanul America: Războinicul iernii, o continuare cu supereroi pentru Marvel Studios; filmul a apărut în cinematografe pe 4 aprilie 2014.
În ianuarie 2014, frații au semnat un contract pentru a se întoarce să regizeze al treilea film Căpitanul America, Căpitanul America: Război civil, care a apărut în cinematografe pe 6 mai 2016. În mai 2014, au anunțat că vor fi co-scriitori și vor regiza The Gray Man. În martie 2015, frații urmau să regizeze un nou film în seria repornită Vânătorii de fantome exclusiv cu bărbați, produsă de noua companie Sony, Ghost Corps. Dar, începând cu martie 2016, frații Russo numai au nimic de a face cu proiectul Vânătorii de fantome.
Frații Russo au regizat Răzbunătorii: Războiul Infinitului (2018) și continuarea sa, Răzbunătorii: Sfârșitul Jocului, care v-a apărea în cinematografe în 2019. De asemenea, frații finanțează compania de producție din Los Angeles și Beijing Anthem and Song, care produce filmul cu supereroi The Hero's Awakening.

## Filmografie
| Anul | Titlu                                 | Credite                       |
| ---- | ------------------------------------- | ----------------------------- |
| 2002 | Welcome to Collinwood⁠(d)              | Regizori Scriitori            |
| 2006 | Doar Tu și Eu. Al treilea e în plus   | Regizori și Actor (Joe Russo) |
| 2014 | Căpitanul America: Războinicul iernii | Regizori și Actor (Joe Russo) |
| 2014 | A Merry Friggin' Christmas            | Producători executivi         |
| 2016 | Căpitanul America: Război civil       | Regizori și Actor (Joe Russo) |
| 2018 | Răzbunătorii: Războiul Infinitului    | Regizori                      |
| 2019 | Răzbunătorii: Sfârșitul jocului       | Regizori                      |

| Anul | Titlu              | Credite                        |
| ---- | ------------------ | ------------------------------ |
| 2002 | Kiss, TheThe Kiss  | Regizori Producători Scriitori |
| 2006 | No. 6              | Producător (doar Joe)          |
| 2008 | Square One         | Scriitor (doar Anthony)        |
| 2008 | Carfuckers         | Regizori                       |
| 2009 | Donkey Punch       | Producător (doar Anthony)      |
| 2012 | Leader of the Pack | Producători                    |

| Anul            | Program                                             | Episoade | Credite                                            |
| --------------- | --------------------------------------------------- | --- | -------------------------------------------------- |
| 2003            | Lucky⁠(d)                                            | "Calling Dr. Con" | Regizori                                           |
| 2003–05         | Arrested Development                                | Ambii: "Pilot" Doar Anthony: "Top Banana", "Key Decisions", "The Immaculate Election", "Spring Breakout" Doar Joe: "Bringing Up Buster", "In God We Trust", "Pier Pressure", "Marta Complex", "Shock and Aww", "Missing Kitty", "Hand to God", "Motherboy XXX", "Meat the Veals" | Regizori                                           |
| 2004            | LAX⁠(d)                                              | "Pilot" | Regizori                                           |
| 2004–05         | LAX⁠(d)                                              | All episodes | Co-producători executivi                           |
| 2006            | Secrets of a Small Town                             | Pilot ABC eșuat | Producători executiv                               |
| 2006            | What About Brian?⁠(d)                                | "Pilot" | Regizori                                           |
| 2006–07         | What About Brian?⁠(d)                                | Toate episoadele | Producători executivi                              |
| 2007–08         | Carpoolers⁠(d)                                       | Ambii: "Pilot" Doar Anthony: "The Code", "The Recital" Doar Joe: "Laird of the Rings", "What Would You Do?", "Down for the Count", "The Seminar", "A Divorce to Remember", "The Handsomest Man", "Lost in America" | Regizori                                           |
| 2007–08         | Carpoolers⁠(d)                                       | Toate episoadele | Producători executivi                              |
| 2008            | Courtroom K                                         | Pilot Fox eșuat | Regizori                                           |
| 2009            | Pilot Family neintitulat                            | Pilot NBC eșuat | Regizori                                           |
| 2009            | Comedy Showcase⁠(d)                                  | "The Increasingly Poor Decisions of Todd Margaret" | Regizori                                           |
| 2009–2012, 2014 | Community⁠(d)                                        | Ambii: Pilot Doar Anthony: "Introduction to Film", "Social Psychology", "Home Economics", "The Politics of Human Sexuality", "Physical Education", "Beginner Pottery", "The Psychology of Letting Go", "Basic Rocket Science", "Asian Population Studies", "Custody Law and Eastern European Diplomacy", "Biology 101", "Competitive Ecology", "Foosball and Nocturnal Vigilantism" Doar Joe: "Spanish 101", "Advanced Criminal Law", "Football, Feminism and You", "Debate 109", "Investigative Journalism", "Romantic Expressionism", "Pascal's Triangle Revisited", "Anthropology 101", "Accounting for Lawyers", "Cooperative Calligraphy", "Advanced Dungeons & Dragons", "Intermediate Documentary Filmmaking", "Competitive Wine Tasting", "A Fistful of Paintballs", "Geography of Global Conflict", "Advanced Gay", "Documentary Filmmaking: Redux", "Geothermal Escapism", "Advanced Advanced Dungeons & Dragons" | Regizori                                           |
| 2009–2012, 2014 | Community⁠(d)                                        | Sezoanele 1-3 și 5 | Producători executivi, doar regizori (season five) |
| 2010            | Running Wilde⁠(d)                                    | "Pilot" | Regizori Producători executivi                     |
| 2010            | The Increasingly Poor Decisions of Todd Margaret⁠(d) | "In Which Claims are Made and a Journey Ensues" (original Comedy Showcase pilot, some footage reshot) | Regizori                                           |
| 2011            | The Council of Dads                                 | Pilot Fox | Regizori                                           |
| 2011–2012       | Happy Endings⁠(d)                                    | Ambii: "Pilot" Doar Anthony: "Barefoot Pedaler", "Blax, Snake, Home", "Secrets and Limos" Doar Joe: "Bo Fight", "Yesandwitch", "The St. Valentine's Day Massacre" | Regizori                                           |
| 2011–2012       | Happy Endings⁠(d)                                    | Sezonul 1 și 2 | Producători executivi                              |
| 2011–2012       | Up All Night⁠(d)                                     | Doar Joe: "Cool Neighbors", "Working Late and Working It", "Day After Valentine's Day" | Regizori                                           |
| 2012            | Animal Practice⁠(d)                                  | Ambii: "Pilot" Doar Anthony: "Clean-Smelling Pirate" | Regizori                                           |
| 2012            | Animal Practice⁠(d)                                  | Toate episoadele | Producători executivi                              |
| 2015            | Agent Carter⁠(d)                                     | Doar Joe: "Bridge and Tunnel" (ca Joseph V. Russo) | Regizori                                           |